# زيزفون قلبي الورق

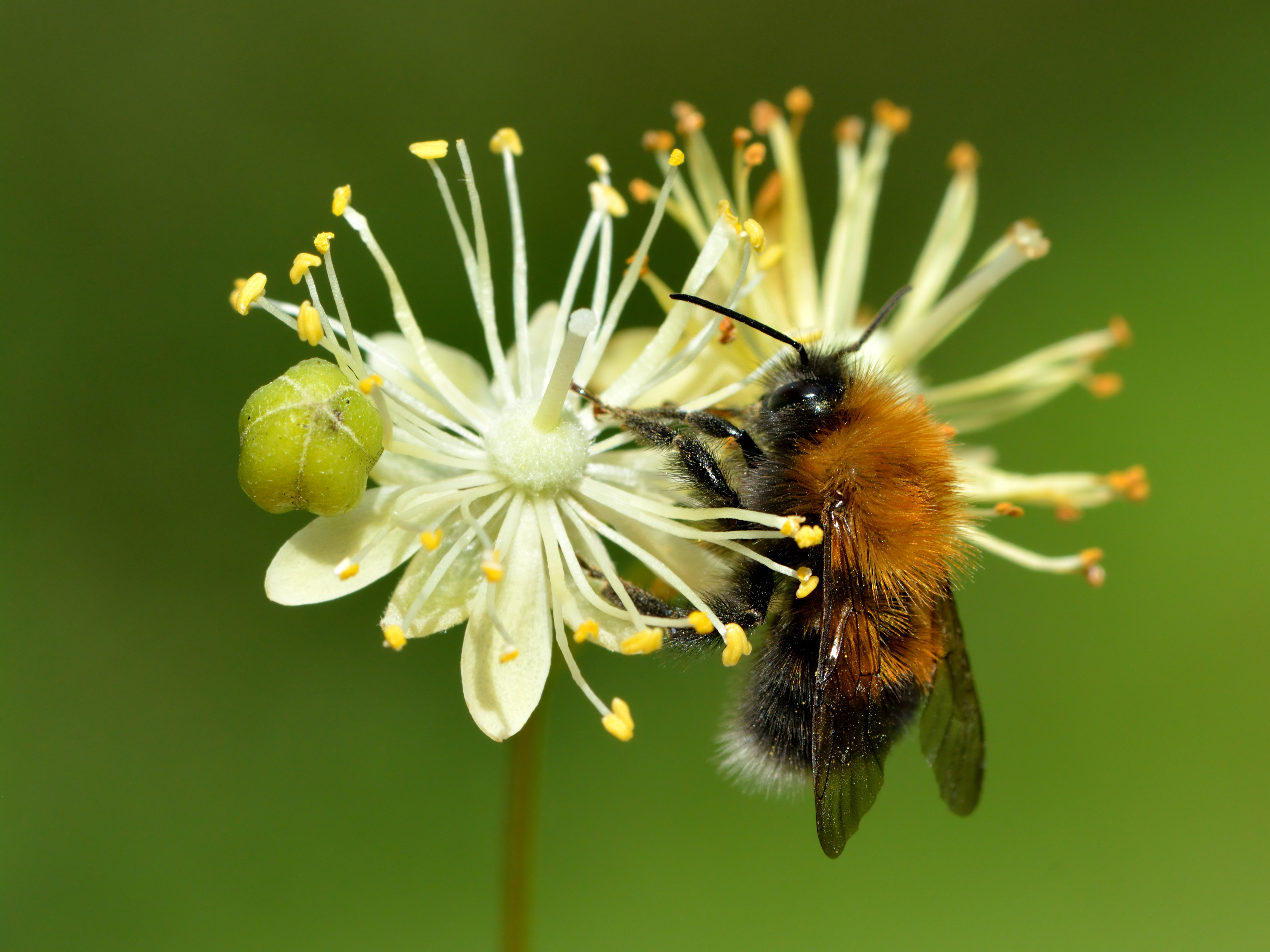
شجرة طنانة على الجير صغير الأوراق

الجير البري أو زيزفون قلبي الورق أو زيزفون صغير الورق أو زیرفون هو نوع من الأشجار في عائلة مالفاسي، موطنه غالبا في أوروبا، أو تقليديا في جنوب شرق إنجلترا، يمتد نطاقها من بريطانيا عبر أوروبا القارية إلى القوقاز وغرب آسيا. في جنوب مداها يقتصر على المرتفعات العالية.